# Stromanthe thalia
Stromanthe thalia (лат.) — вид растений рода Строманта (Stromanthe) семейства Марантовые (Marantaceae), родом из Бразилии. Известен также под названием Строманта кровавая (Stromanthe sanguinea).

## Название
Родовое латинское название Stromanthe происходит от греческих слов stroma, — «кровать», и anthos, — «цветок», в связи с формой соцветия.
Видовой эпитет «кровавая» (лат. sanguinea) указывает на красные прицветники цветков и красную нижнюю сторону листьев.

## Описание
Строманта кровавая — прямостоячее корневищное многолетнее растение, происходящее из тропических лесов Бразилии. Её листья разнообразной формы — от ланцетных до эллиптически-продолговатых, окрашены в темно-оливково-зеленый цвет. Листья собраны в прикорневую группу и расположены вдоль ветвящихся стеблей. Характерной особенностью этого растения является то, что листья ночью складываются, напоминая молящиеся руки, и при этом обнажается красная нижняя сторона листа. Крошечные белые цветки с оранжево-красными чашелистиками и вишнево-красными прицветниками распускаются в метелках зимой и весной.

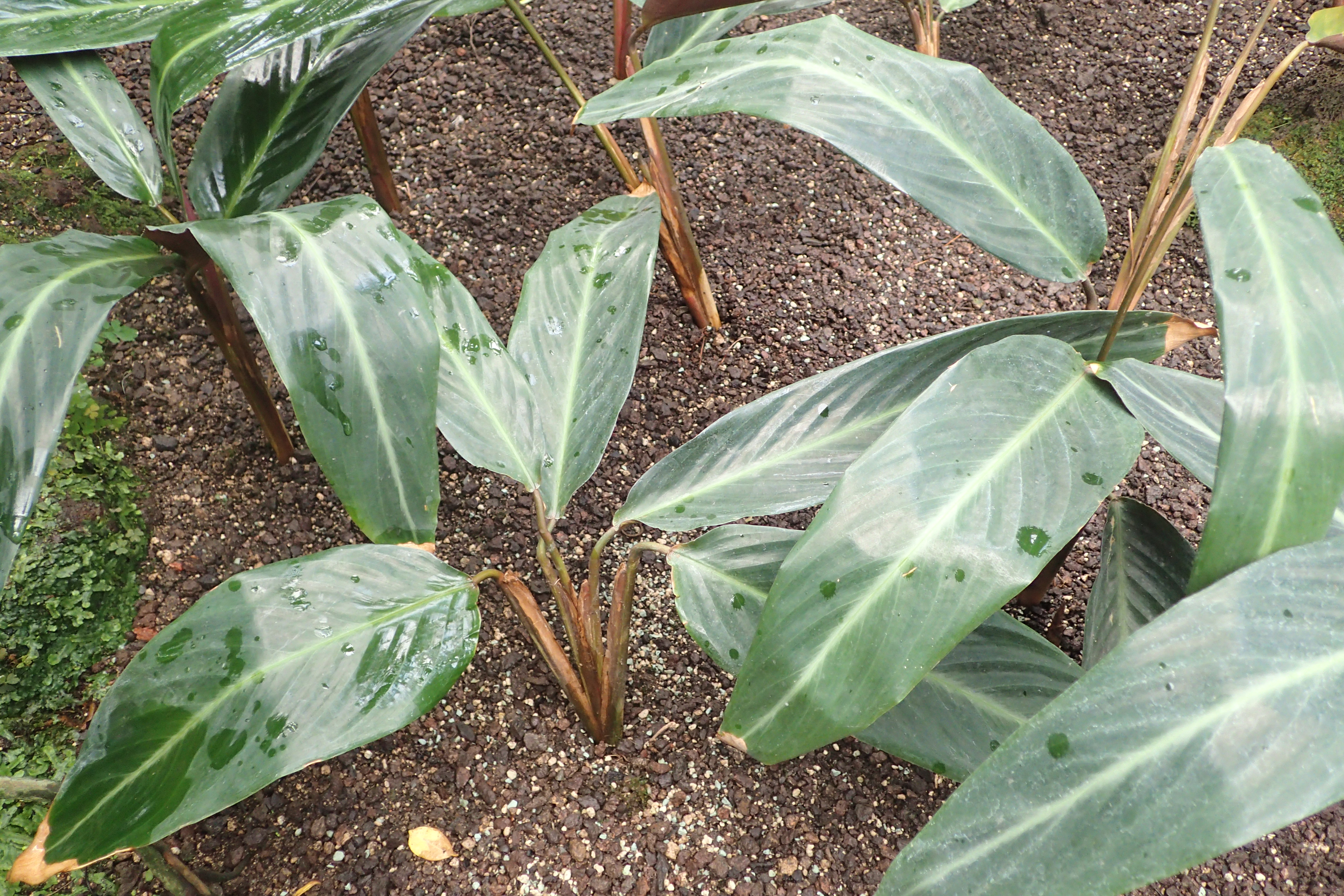
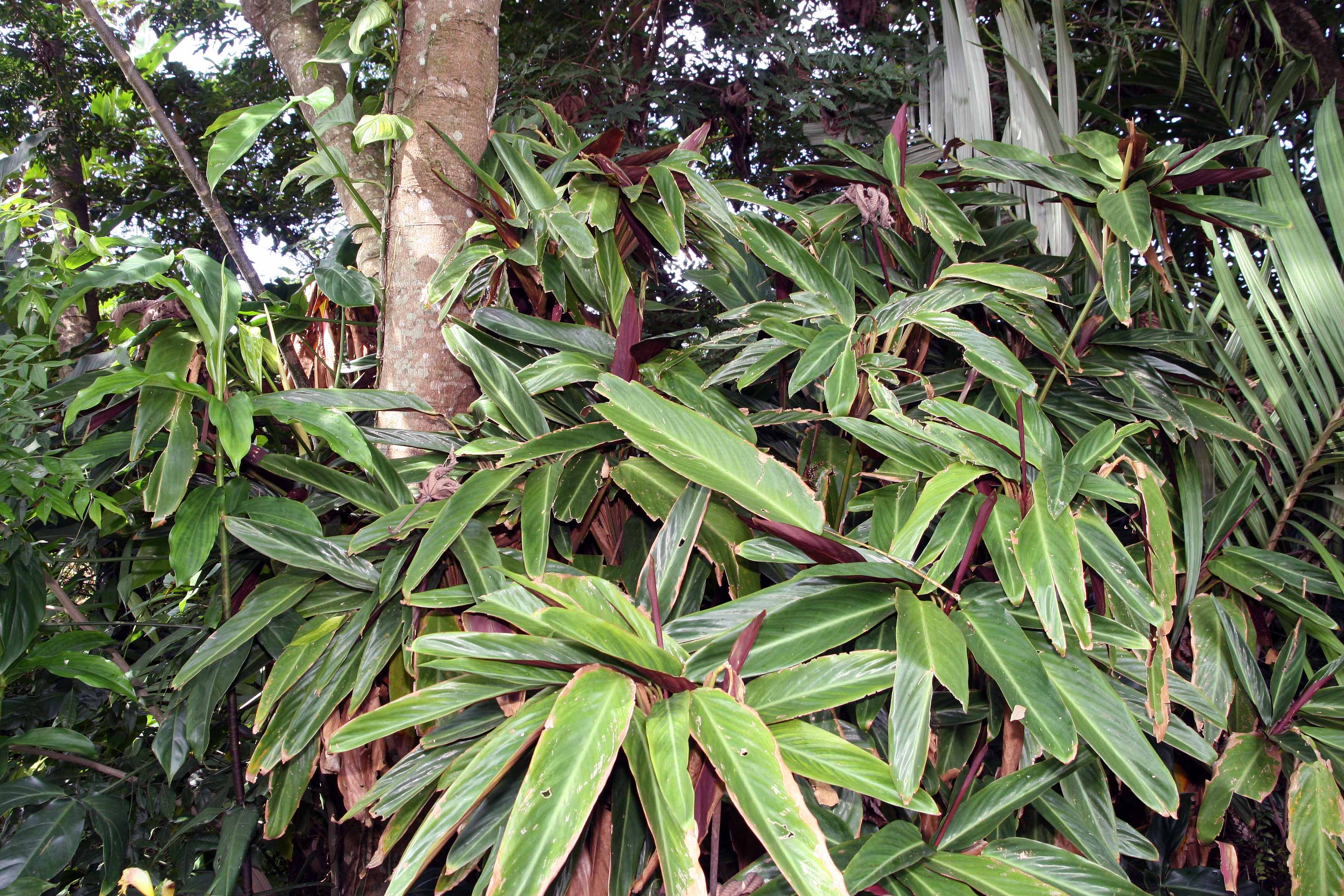
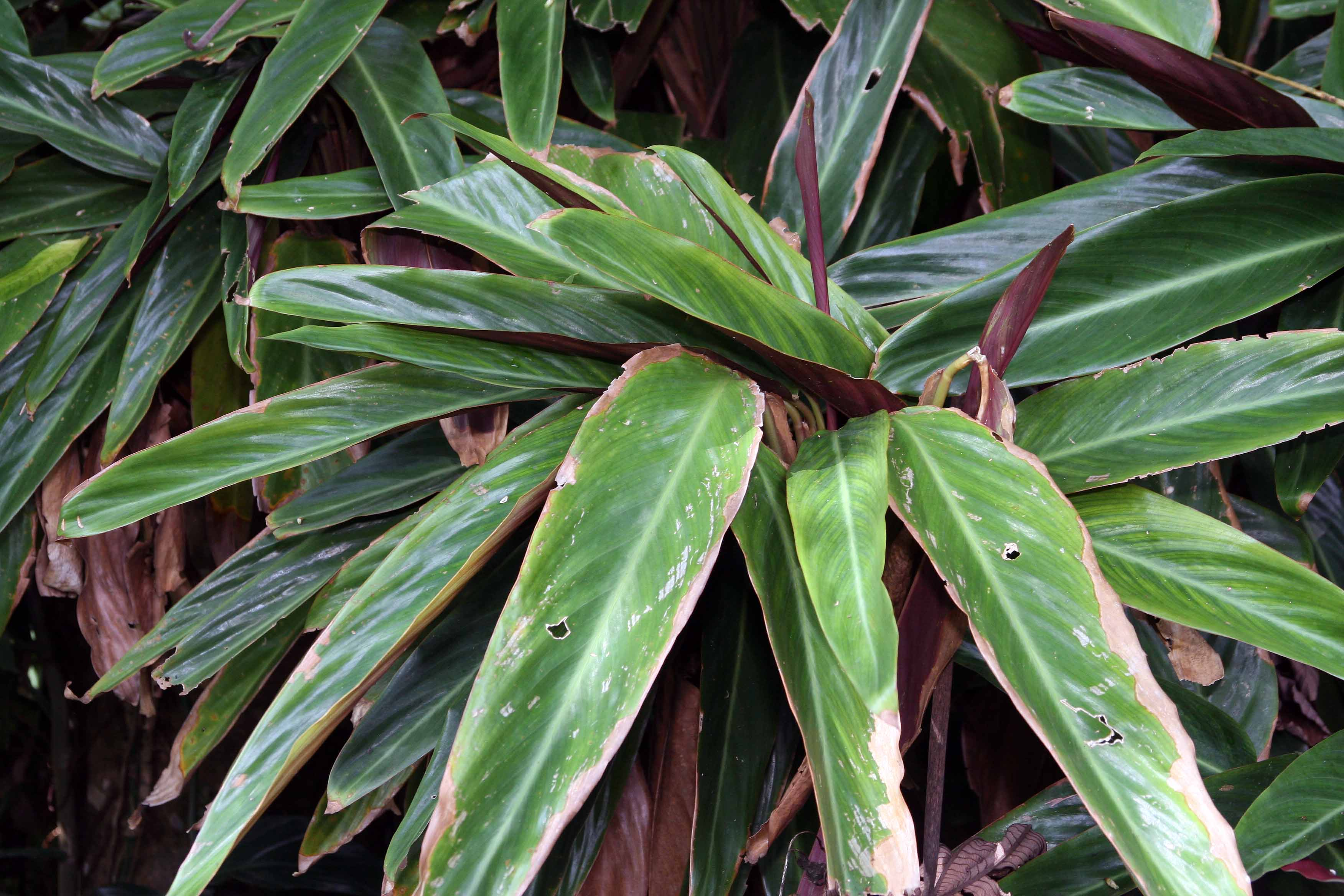
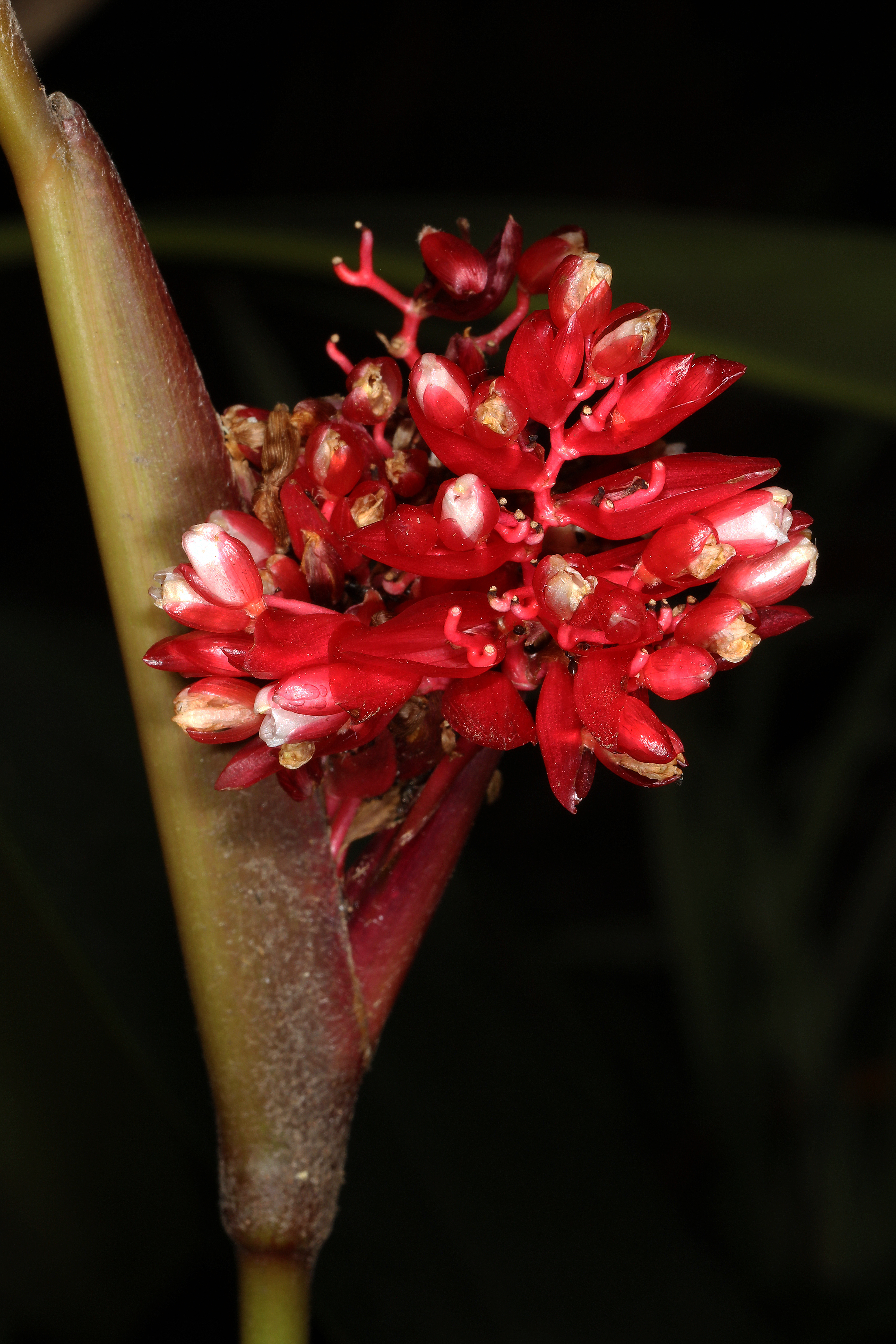

### Вариегатныйкультивар'Tristar'
Tristar — известный сорт с оливково-зелеными листьями, украшенными белыми, кремовыми и розовыми оттенками. Этот многолетний сорт имеет несколько различных названий, включая Tristar, Triostar и Tricolor.
Многолетнее травянистое растение. Листья овальные, остроконечные 40 см длиной, 13 см шириной. Лицевая (адаксиальная) сторона глянцевая, светло-зелёная с V-образным темно-зеленым рисунком, нижняя (абаксиальная) сторона листа ярко выраженного вишнёвого оттенка. Цветки невзрачные белые, собраны в колос.

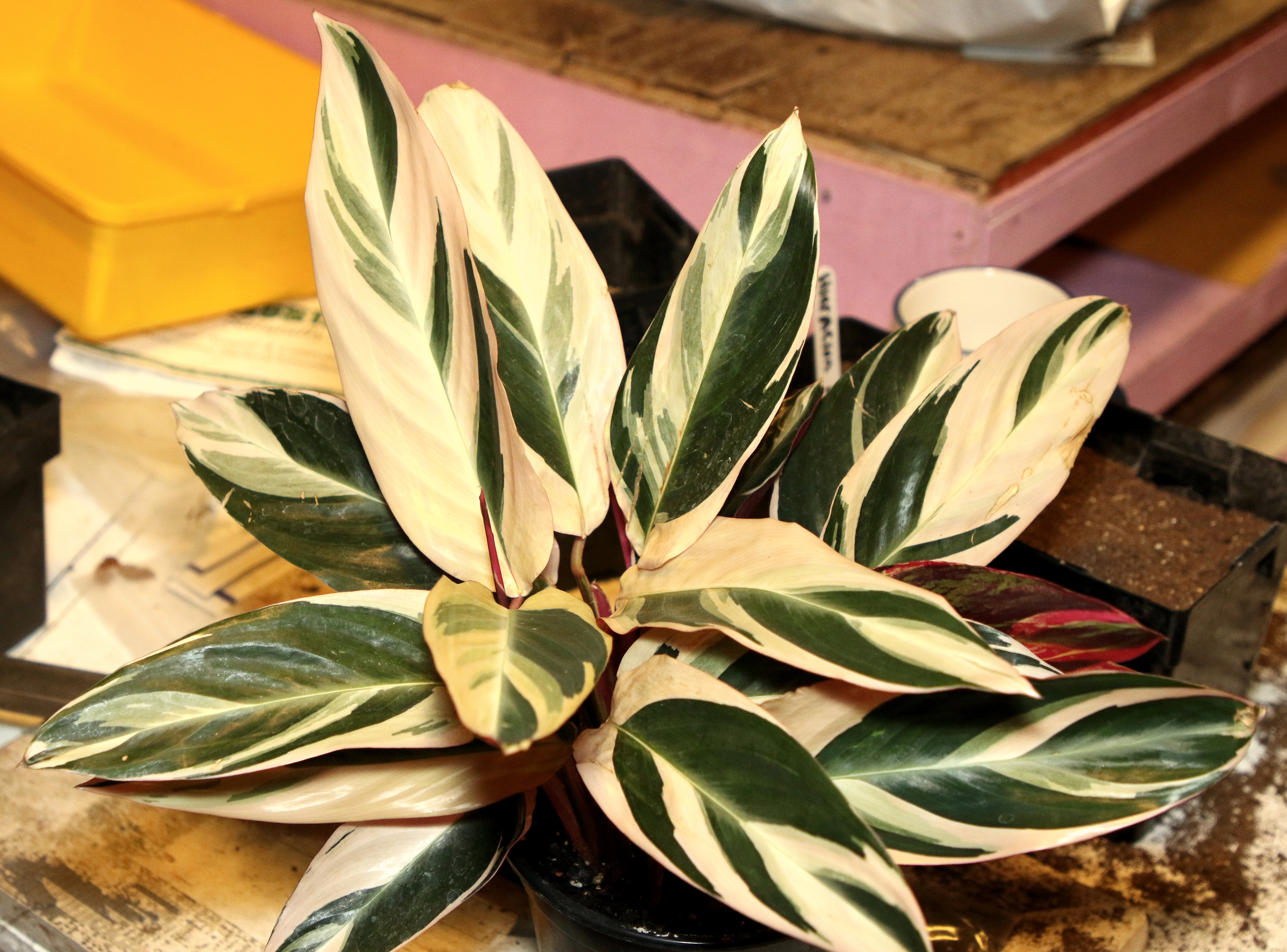
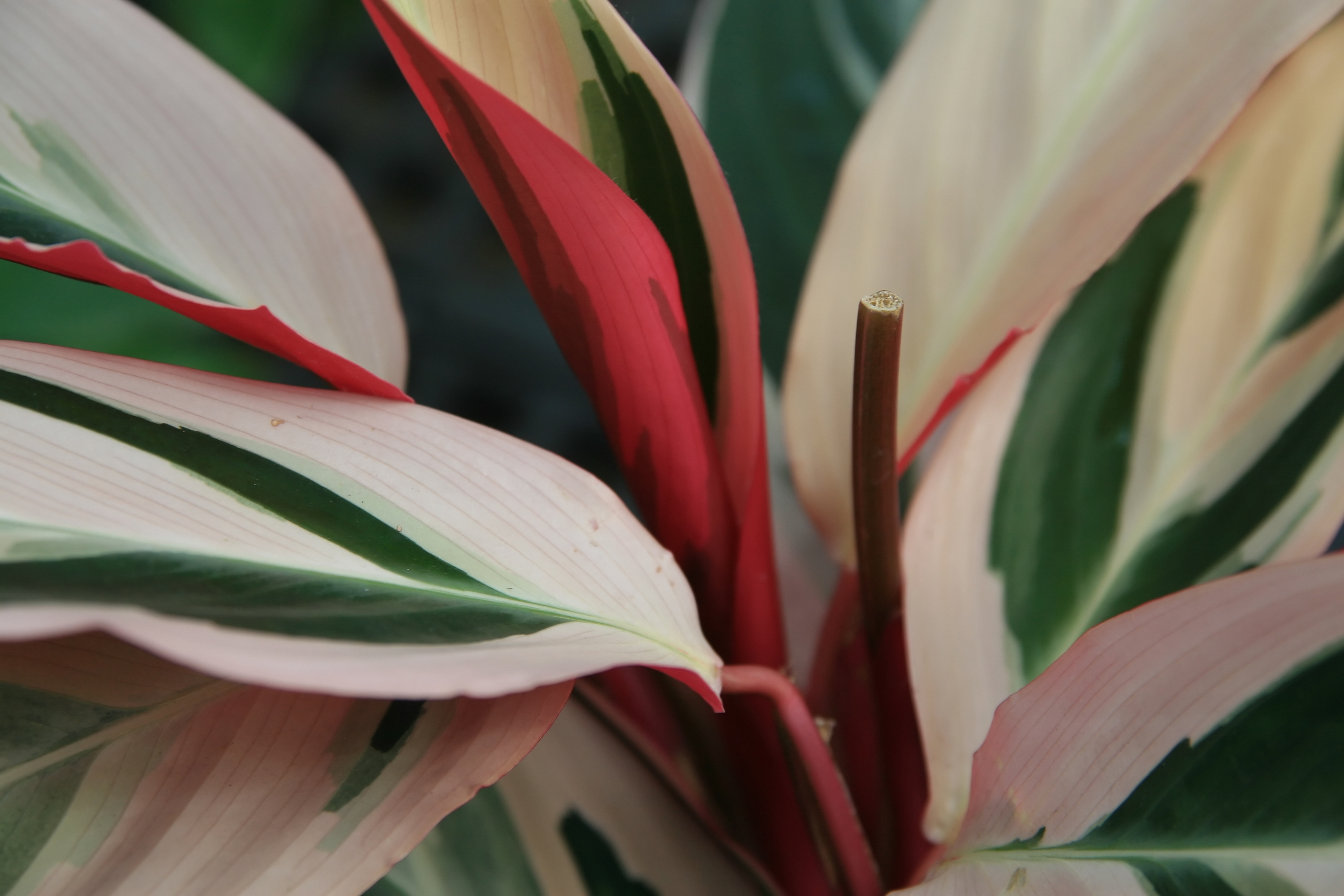

## Таксономия

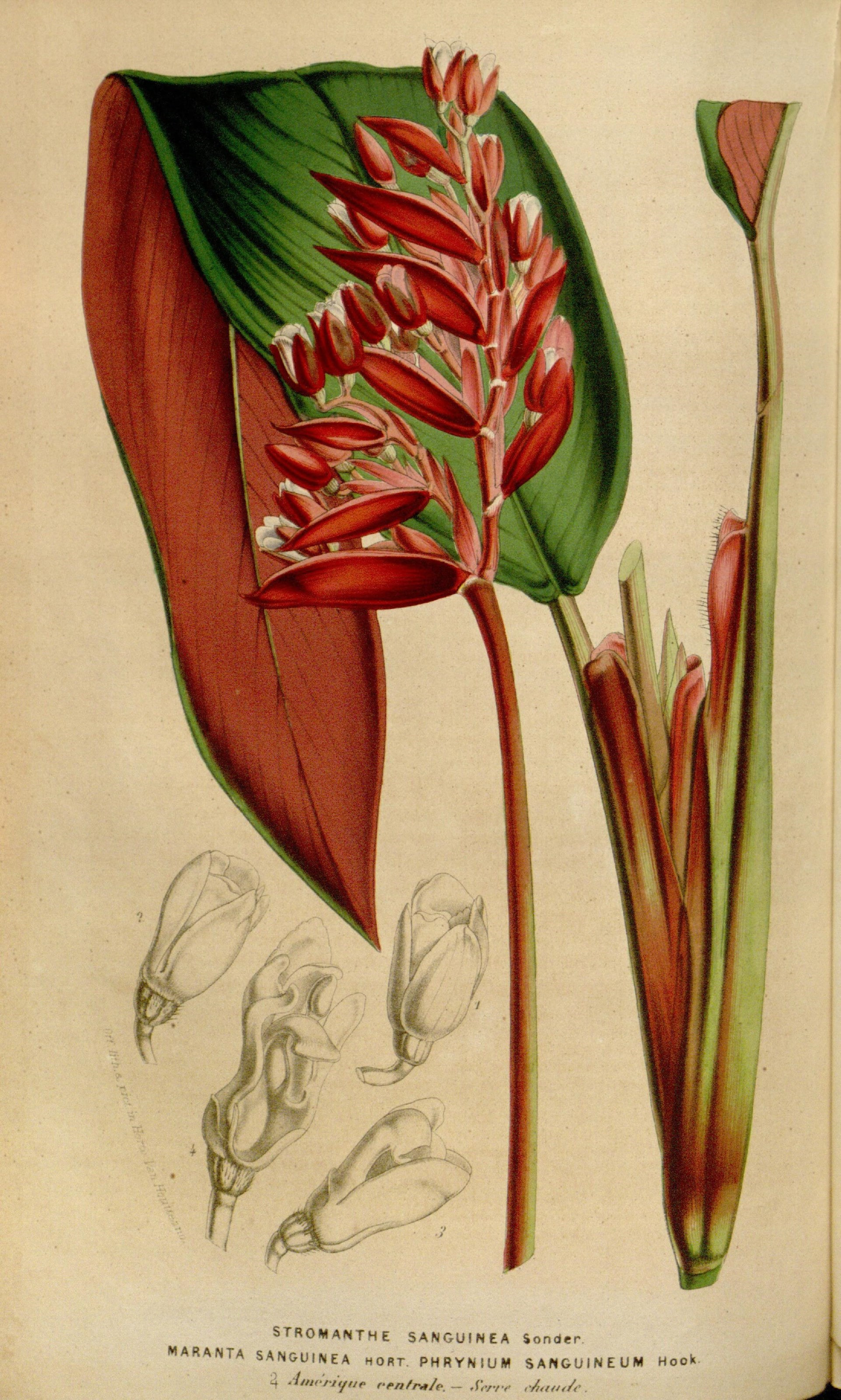
Ботаническая иллюстрация

Stromanthe thalia (Vell.) J.M.A.Braga первое упоминание в Eugeniana 21: 23 (1995).

#### Синонимы
Гомотипные (основанные на одном и том же номенклатурном типе):
- Heliconia thalia Vell. (1829)

Гетеротипные (основанные на разных номенклатурных типах):
- Maranta sanguinea (Sond.) Planch. (1852)
- Maranta spectabilis (Lem.) Körn. (1858)
- Phrynium sanguineum (Sond.) Hook. (1852)
- Stromanthe sanguinea Sond. (1849)
- Stromanthe sanguinea f. spectabilis (Lem.) Voss (1895)
- Stromanthe spectabilis Lem. (1854)
- Thalia sanguinea (Sond.) Lem. (1853)
- Thalia spectabilis Lem. (1854)